# Sergej Monja
Sergej Aleksandrovič Monja (in russo Сергей Александрович Моня?; Saratov, 15 aprile 1983) è un ex cestista russo.

## Carriera
Cestisticamente è cresciuto nella squadra giovanile dell'Autodorozhnik Saratov. Nel 2002 passò nel CSKA Mosca, squadra dominante del campionato russo, dove giocò per 3 stagioni. In questo periodo, vinse per tre anni il titolo della Super League e raggiunse altrettante volte la finale dell'Eurolega, mantenendo una media di 6,8 punti e 3,4 rimbalzi per partita, con un picco di rendimento nella stagione 2003-04.
Nel 2005 approdò alla National Basketball Association, nella squadra dei Portland Trail Blazers, che lo aveva scelto al draft dell'anno precedente. Nella sua unica stagione oltreoceano ebe discreti riscontri, giocando per 13 minuti ad incontro con una media di 3,0 punti.
É l’ultimo reduce ancora in attività dei sacramento kings dei playoff 2006.
Dal 2006 ha fatto ritorno al campionato russo, accasandosi alla Dinamo Mosca.
Con la nazionale russa di pallacanestro ha vinto la medaglia d'oro ai Campionati europei del 2007.

## Statistiche

### NBA

#### Regular Season
| Anno      | Squadra             | PG | PT | MP   | TC%  | 3P%  | TL%  | RP  | AP  | PRP | SP  | PP  |
| --------- | ------------------- | -- | -- | ---- | ---- | ---- | ---- | --- | --- | --- | --- | --- |
| 2005-2006 | Portland T. Blazers | 23 | 15 | 14,6 | 34,1 | 27,3 | 66,7 | 2,2 | 0,8 | 0,3 | 0,2 | 3,3 |
| 2005-2006 | Sacramento Kings    | 3  | 0  | 2,3  | 0,0  | 0,0  | 100  | 0,3 | 0,0 | 0,3 | 0,0 | 0,7 |
| Carriera  | Carriera            | 26 | 15 | 13,2 | 33,3 | 26,5 | 71,4 | 2,0 | 0,7 | 0,3 | 0,2 | 3,0 |

### Eurolega
| Anno      | Squadra      | PG  | PT | MP   | TC%  | 3P%  | TL%  | RP  | AP  | PRP | SP  | PP  |
| --------- | ------------ | --- | -- | ---- | ---- | ---- | ---- | --- | --- | --- | --- | --- |
| 2002-2003 | CSKA Mosca   | 22  | 3  | 15,3 | 42,7 | 42,9 | 82,6 | 2,3 | 0,5 | 0,4 | 0,5 | 4,9 |
| 2003-2004 | CSKA Mosca   | 21  | 5  | 16,5 | 42,7 | 29,6 | 74,1 | 3,0 | 0,6 | 0,6 | 0,4 | 5,9 |
| 2004-2005 | CSKA Mosca   | 20  | 2  | 13,8 | 46,5 | 38,6 | 66,7 | 3,2 | 0,5 | 1,0 | 0,5 | 5,4 |
| 2006-2007 | Dinamo Mosca | 21  | 0  | 13,1 | 35,8 | 44,1 | 91,7 | 2,5 | 0,2 | 0,5 | 0,2 | 3,5 |
| 2010-2011 | Chimki       | 10  | 7  | 25,4 | 41,4 | 39,0 | 71,4 | 3,4 | 0,7 | 1,0 | 0,9 | 6,9 |
| 2012-2013 | Chimki       | 24  | 10 | 22,9 | 42,5 | 36,6 | 87,5 | 3,8 | 0,8 | 0,6 | 1,2 | 7,5 |
| 2015-2016 | Chimki       | 24  | 23 | 23,9 | 39,1 | 35,6 | 90,9 | 3,1 | 1,6 | 0,8 | 0,9 | 6,2 |
| 2017-2018 | Chimki       | 32  | 2  | 12,4 | 41,9 | 39,3 | 85,7 | 1,4 | 1,2 | 0,2 | 0,4 | 3,2 |
| 2018-2019 | Chimki       | 26  | 0  | 12,3 | 42,2 | 44,6 | 66,7 | 1,9 | 1,0 | 0,5 | 0,3 | 4,1 |
| 2019-2020 | Chimki       | 17  | 5  | 11,3 | 37,9 | 43,5 | -    | 1,9 | 0,5 | 0,3 | 0,2 | 1,9 |
| 2020-2021 | Chimki       | 26  | 19 | 22,7 | 41,4 | 40,7 | -    | 3,0 | 1,6 | 0,6 | 0,5 | 5,0 |
| Carriera  | Carriera     | 243 | 76 | 16,9 | 41,6 | 38,9 | 79,6 | 2,6 | 1,0 | 0,6 | 0,5 | 4,9 |

### Eurocup
| Anno       | Squadra      | PG  | PT | MP   | TC%  | 3P%  | TL%  | RP  | AP  | PRP | SP  | PP   |
| ---------- | ------------ | --- | -- | ---- | ---- | ---- | ---- | --- | --- | --- | --- | ---- |
| 2007-2008  | Dinamo Mosca | 15  | 5  | 16,5 | 50,0 | 41,2 | 80,0 | 2,6 | 0,5 | 0,9 | 0,5 | 6,9  |
| 2008-2009  | Dinamo Mosca | 13  | 9  | 23,2 | 47,1 | 33,3 | 80,0 | 4,2 | 0,7 | 0,6 | 0,8 | 6,7  |
| 2009-2010  | Dinamo Mosca | 4   | 4  | 33,9 | 40,9 | 36,4 | 71,4 | 8,0 | 1,2 | 1,2 | 1,2 | 12,2 |
| 2011-2012† | Chimki       | 16  | 11 | 25,1 | 46,1 | 41,9 | 75,0 | 5,1 | 2,0 | 1,4 | 0,8 | 8,1  |
| 2013-2014  | Chimki       | 17  | 17 | 30,1 | 50,4 | 41,2 | 73,7 | 4,8 | 3,1 | 0,7 | 1,3 | 10,4 |
| 2014-2015† | Chimki       | 24  | 24 | 26,5 | 41,5 | 36,5 | 100  | 5,2 | 3,0 | 1,2 | 1,3 | 7,7  |
| 2016-2017  | Chimki       | 15  | 12 | 22,5 | 45,7 | 42,9 | 75,0 | 3,5 | 1,1 | 0,7 | 0,9 | 7,6  |
| Carriera   | Carriera     | 104 | 82 | 24,7 | 45,9 | 39,4 | 79,2 | 4,5 | 1,9 | 1,0 | 1,0 | 8,1  |

## Palmarès
- Campionato russo: 3

CSKA Mosca: 2002-03, 2003-04, 2004-05
- Coppa di Russia: 1

CSKA Mosca: 2004-05,
- VTB United League: 2

Chimki: 2010-11
Zenit: 2021-22
- Eurocup: 2

Chimki: 2011-12, 2014-15